# Fédération des jeunes francophones du Nouveau-Brunswick
La Fédération des jeunes francophones du Nouveau-Brunswick (FJFNB) est un organisme à but non lucratif situé à Moncton, au Nouveau-Brunswick, qui représente les jeunes des 22 écoles secondaires francophones de la province.

## Historique
L'organisme est né sous le nom Activités-Jeunesse en 1971 et a modifié son nom pour FJFNB en 1987. Il défend les intérêts des jeunes acadiens et francophones de la province.
L'organisme a célébré son 50e anniversaire en 2021. En date de 2021, le président est Simon Thériault.

## Revendications
Depuis 2014, l'organisme revendique d'abaisser l'âge minimal du vote à 16 ans.

## Activités
La FJFNB organise des projets par et pour les jeunes, tels que Accros de la chanson, Art sur roues et Racines de l'espoir. Elle fait la promotion du leadeurship chez les jeunes, du développement culturel et de l'implication communautaire.